# Tempestade tropical Akará
A tempestade tropical Akará foi um sistema de baixa pressão anômalo de natureza tropical na costa do Brasil. É o primeiro ciclone atípico a receber nome da nova lista de tormentas da Marinha do Brasil, sendo o primeiro de 2024 e o décimo-sétimo sistema a se formar desde o Furacão Catarina de 2004.
O sistema de baixa pressão se formou inicialmente através de um sistema frontal que avançou em direção ao Rio de Janeiro em 15 de fevereiro. Um dia depois, um sistema de baixa pressão se formou na costa do estado aparentemente sendo comum. Entretanto, modelos meteorológicos mostravam que este ciclone teria natureza atípica e retrógrada (geralmente, ciclones no hemisfério Sul tendem a se deslocar de oeste para leste e por convenção, devem ter natureza extratropical). Inicialmente, a baixa foi classificada como ciclone subtropical ao se formar na costa fluminense. No dia 16 de fevereiro, segundo carta sinótica da Marinha do Brasil, o sistema se transformou em depressão subtropical, rumando-se a costa de São Paulo.

### Transição para sistema tropical e nomeação
No dia 18 de fevereiro de 2024, o sistema começou a evoluir e se intensificar ao encontrar águas mais quentes, nenhum ou pouco cisalhamento do vento e aporte de umidade vindo de outro sistema frontal. Com isso, a depressão que antes era subtropical, passou ao status de depressão tropical segundo outra carta sinótica do CHM. Na madrugada de 19 de fevereiro, o sistema elevou-se ao status de tempestade tropical ao alcançar ventos sustentados de 75 km/h, sendo chamado de Akará pela Marinha.

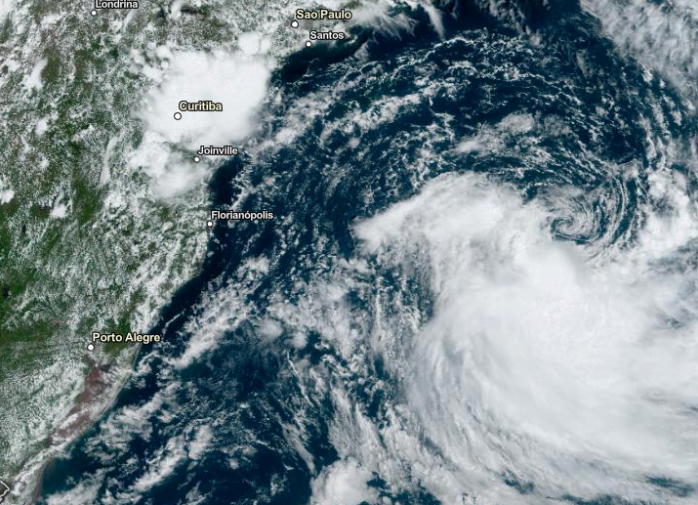
Akará como uma rara depressão subtropical no início da tarde de 18 de fevereiro
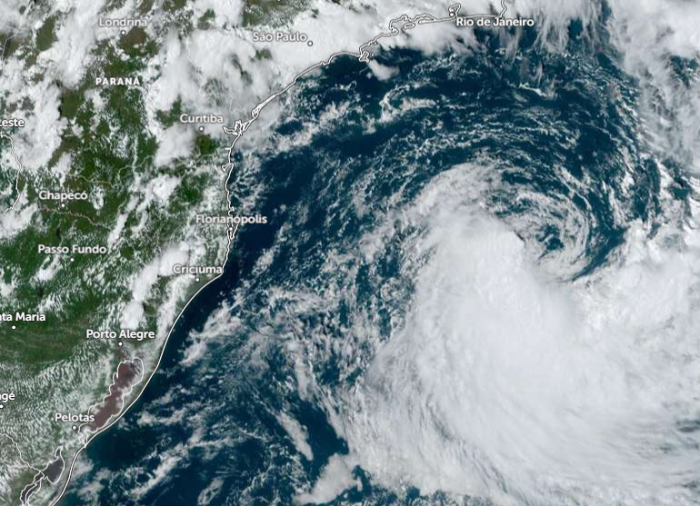
Akará como uma raríssima depressão tropical no Atlântico Sul no meio da tarde de 18 de fevereiro
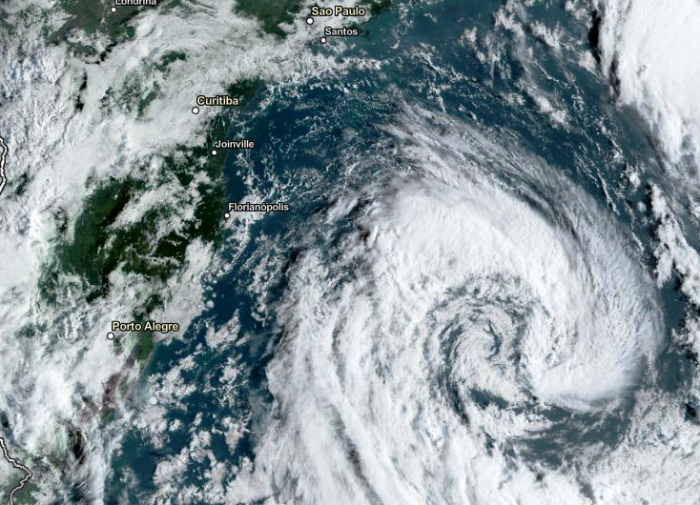
Akará como uma raríssima tempestade tropical no Atlântico Sul no início da manhã de 19 de fevereiro